# 灣聲樂團
灣聲樂團（英語：OneSong Orchestra）是臺灣一支推廣臺灣音樂文化的古典樂團，2017年2月由臺灣作曲家李哲藝所創設，獲企業家雷輝及企業界藝文愛好者共同支持而成立。其主要演出臺灣人所創作，或者以臺灣的素材所寫作的音樂作品。

## 名稱及理念
樂團取英文名為OneSong，不僅是中文「灣聲」的諧音，也有「每個人心裡都有一首代表臺灣的歌」之意涵。
灣聲樂團以「古典音樂臺灣化，臺灣音樂古典化」為成團之目的，廣邀年輕且受嚴謹養成的音樂家，除了推廣臺灣音樂外，更冀求「讓演奏臺灣作品成為臺灣年輕音樂家們的使命」。李哲藝表示，日本國內音樂比賽的指定曲目規定必須為日本本土作品，因而帶動了日本的作曲量和演奏日本樂曲的風氣，但這樣的風氣和態度在台灣並不存在。建立樂團的一大理念，正是要扭轉此一現象，灣聲樂團也會百分百演奏台灣樂曲。

## 沿革
2017年2月18日，在誠品表演廳首次登台演出。同年12月首次赴外演出（廈門宏泰音樂廳）。翌年3月1日於國家音樂廳舉行《舞動灣聲》暨樂團成立周年音樂會。2018年6月24日成立樂團後援會，由宏碁集團創辦人施振榮任後援會會長迄今。
2022年4月21日，首次參與台灣國際藝術節之演出。迄2022年6月止，樂團已演出超過五十場，公演場次的售票成績高達九成。
2022年6月，成立「灣聲國際」藝術經紀公司，李哲藝任董事長，宏碁共同創辦人黃少華為副董事長，財經專家郝旭烈為策略長，力圖樂團全職業化、國際化。自7月起，開始招考小提琴助理首席、大提琴助理首席、低音提琴首席等職位。
在創作方面，樂團於2020年、2021年及2022年均入圍金曲獎之最佳編曲獎（傳統暨藝術音樂類），逐漸受到公眾關注。

## 活動
樂團自成立以來，嘗試各類型的演出形式，目前較受到矚目的節目有：
- 定期音樂會：自2018年起，每年均舉行八至十檔之主題音樂會，每月為一檔，每檔演出三至五場不等。[9]
- 新年音樂會：自2019年起，每年1月1日於國家音樂廳舉行。[10]
- 名人系列饗宴：自2018年起，曾邀請施振榮、唐美雲、向陽、魏海敏、澎恰恰[11]、吳念真、魏德聖、郎祖筠、卜學亮[12]、林美秀[11]、許富凱、劉軒、陳致遠[13]等擔任音樂會導聆人。
- 《警廣音樂廳 臺灣的聲音》：自2019年9月起，每週六晚上8時－10時於內政部警政署警察廣播電臺播出。[14][15]
- 《灣聲樂團 臺灣行腳》：自2018年起，每年舉辦一、二季公益演出。[16][17]
- 國際音樂大賽：首屆將於2023年7月舉行，總獎金達126萬元台幣。[18]

### 新年音樂會
樂團的年度新年音樂會由灣聲樂團、智榮基金會、民視共同主辦，其形式近似於著名的维也纳新年音乐会，自2019年起固定於新年的1月1日午後舉行。臺灣著名主持人陳美鳳、張翰揚，歌手曹雅雯，以及古典音樂女高音林孟君、男中音林中光、鋼琴演奏家嚴俊傑、小提琴演奏家魏靖儀、小號演奏家侯傳安等均在演出陣容之列。

### 臺灣行腳
「臺灣行腳」的活動在2018年4月首次舉辦，樂團成員前往花蓮、台東等地區，進行公益性的推廣音樂會（例如：2018年台東、2020年南投）。之後約以六個月一次的頻率，陸續前往南投、宜蘭、屏東以及前述花、東等地舉行演出，除專業音樂場館外，足跡也深入各社區場所，例如傳統市場、文創景點和弱勢扶助機構等。2022年，樂團在雲林、彰化等地繼續此系列演出。

## 出版品節選
- 作品一號：寫給臺灣的情歌(一)[24]
- 作品二號：灣聲樂團母親節音樂會 牽阿母ㄟ手，聽阿母ㄟ歌
- 作品三號：伊聲響
- 作品四號：家所在[25]
- 作品五號：潮想起
- 作品六號：來時路
- 作品七號：戲弦・弦戲
- 作品八號：臺灣眼世界心―環球遊記，臺灣文化協會創立百年紀念專輯[26][27][28]
- 作品九號：絃舞[29]

## 外部連結
- 官方网站
- 灣聲樂團的Facebook專頁
- YouTube上的灣聲樂團頻道
- 灣聲樂團的Instagram帳戶